# Famille de Colombier
Cet article a pour sujet les seigneurs de Colombier (Vaud) et non les seigneurs de Colombier (Neuchâtel)
La famille de Colombier est une famille noble originaire du Pays de Vaud. À l'origine, la famille s'appelait famille de Villars-le-Terroir.

## Histoire

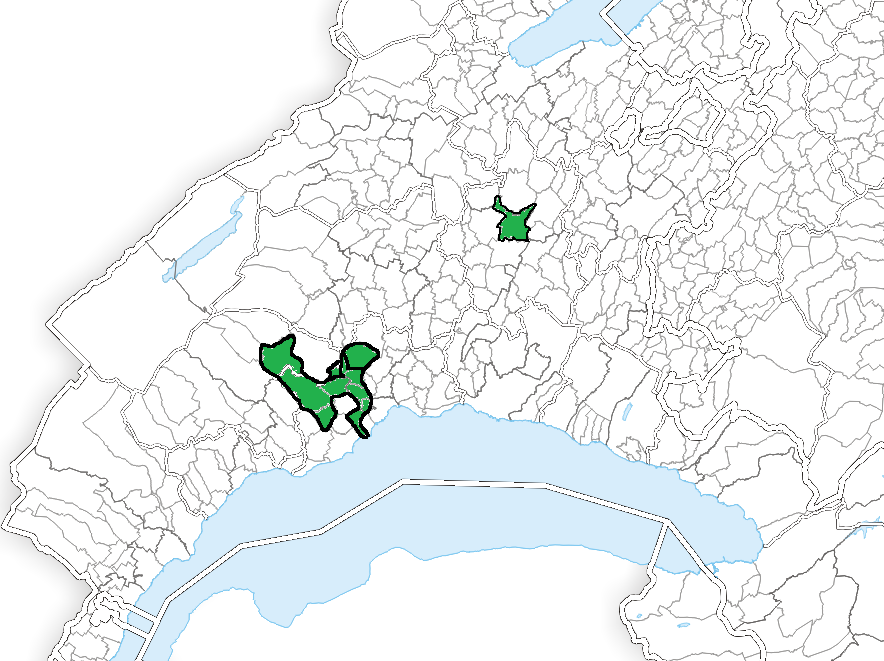
Carte montrant les possessions de la famille de Colombier

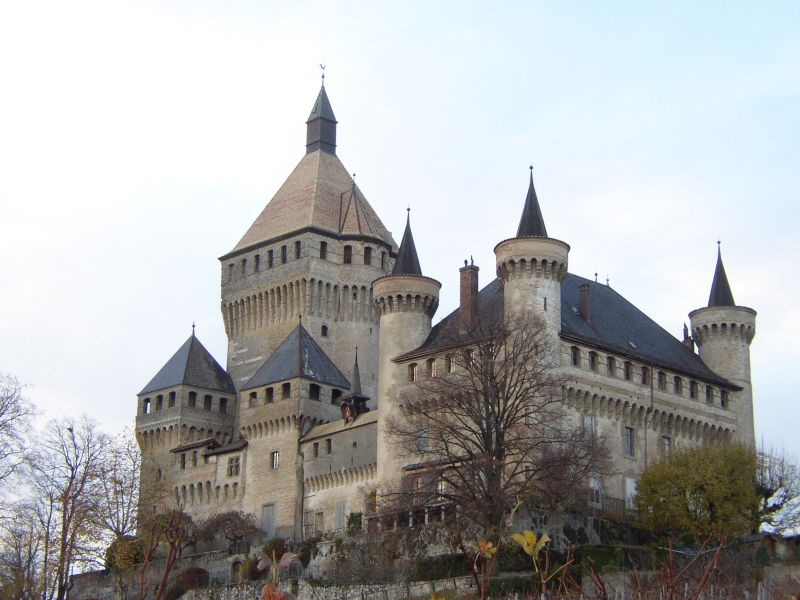
Château de Vufflens

La famille porte tout d'abord le nom de Villars-le-Terroir, localité dans laquelle ils possédaient des biens. Gérard de Villars-le-Terroir achète la terre de Colombier dont ses descendant prennent le nom.
La seigneurie de Colombier est composée de Colombier et de Reverolle.
Vers 1385, la famille entre en possession de la seigneurie de Vufflens-le-Château par mariage avec la famille de Duin. La seigneurie est composée de Vufflens-le-Château, Ballens, Bussy, Chigny, Lully, Vaux-sur-Morges, Villars-sous-Yens et Yens.
La famille s'éteint avec Marguerite, femme de François d'Allinges-Coudrée.

## Au service de la maison de Savoie
Humbert de Colombier est bailli de Vaud. Guillaume occupe le même poste de 1446 à 1447.

## Filiation
- Girard de Colombier[5]
  - François
    - Guillaume
      - Humbert
        - François
        - Antoine
          - Henri
            - Guillaume
              - Humbert
                - Jean Donat
                - Louis
                  - Marguerite
                  - Bernard

                - François

              - Henri

            - Richard

  - Jacques

## Personnalités
- Henri de Colombier (v. 1368-† 1437), seigneur de Vufflens, diplomate, conseiller d'Amédée VIII et chevalier-ermite de Saint-Maurice[6].
- Guillaume de Colombier († 1451), fils du précédent, bailli de Vaud (1446-1447) au service de la maison de Savoie[1].
- François de Colombier (vers 1452-mort avant 1509), petit-fils du précédent, abbé de Hautecombe (Savoie) et de Montheron (Vaud)[7].

## Armoiries
Les armoiries de la famille sont : d'azur au chevron d'argent. ou d'azur au chevron d'or.